# As Young As You Feel
As Young as You Feel (bra: Sempre Jovem) é um filme estadunidense de 1951, do gênero comédia musical, dirigido por Harmon Jones, com roteiro de Lamar Trotti baseado em história de Paddy Chayefsky.
Lançado pela 20th Century Fox, o filme é estrelado por Monty Woolley, Thelma Ritter e David Wayne, com Marilyn Monroe em um papel pequeno.

## Enredo

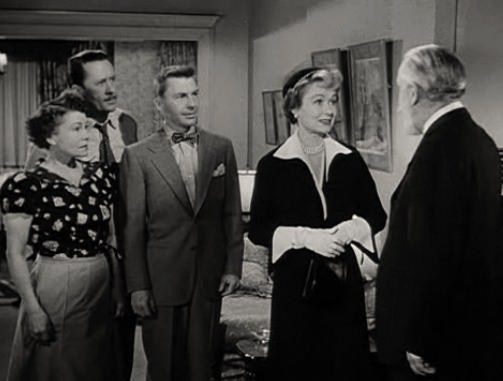
Thelma Ritter,Allyn Joslyn,David Wayne,Constance Bennett e Monty Woolley

Quando o tipógrafo John R. Hodges (Monty Woolley) é forçado a se aposentar aos 65 anos por causa de uma política da empresa, ele decide fazer algo sobre isso. Com o cabelo tingido de preto, ele se apresenta como Harold P. Cleveland, o presidente da empresa do pai de seu ex-empregador e vai fazer uma inspeção no seu antigo local de trabalho, com os nervosos e confusos executivos da empresa no reboque. Enquanto caminha pela firma, Hodges encontra Joe Elliott (David Wayne), o namorado de sua neta Alice (Jean Peters), e pisca para ele para deixá-lo entrar na brincadeira. No fim, Hodges reclama da falta de experientes funcionários mais velhos, fazendo com que o presidente da empresa Louis McKinley (Albert Dekker) prometa revogar a política de aposentadoria e recontratar todos aqueles afetados por ela no último ano.
No entanto, antes que ele possa sair, Hodges descobre que McKinley arranjou para que ele relate à Câmara de Comércio local. Hodges aceita o desafio, oferecendo um inflamado discurso sobre as virtudes do trabalhador mais velho. Ele recebe uma ovação de pé, os jornais o elogiam, e até mesmo o mercado de ações sobe com o otimismo gerado.
Hodges é levado para jantar por McKinley e sua esposa negligenciada Lucille (Constance Bennett). McKinley, ao que parece, está mais interessado em sua curvilínea secretária particular Harriet (Marilyn Monroe). Hodges se diverte muito, dançando noite afora com Lucille. Tomada por seus elogios e atenção, ela acaba por se apaixonar por ele. Mais tarde naquela noite, ela diz ao pasmo marido que ela quer o divórcio.
Enquanto isso, Joe não consegue convencer ninguém de que Cleveland é na verdade um impostor. Frank Erickson (Clinton Sundberg), seu rival na vaga de uma promoção, e todo o a família Hodges - o filho George (Allyn Joslyn), a nora Della (Thelma Ritter), e Alice - todos pensam que Joe está louco. No entanto, quando Hodges volta para casa com o cabelo tingido, Joe é redimido. Já que Hodges será exposto de qualquer forma, Della propõe que Joe o entregue para que assim ele ganhe a promoção, mas Joe se recusa a fazê-lo. No dia seguinte, Erickson finalmente acredita em Joe e tenta avisar o chefe de ambos Horace Gallagher (Wally Brown), mas Gallagher acha que Erickson é mentalmente instável e dá a promoção a Joe. Isso permite que Joe finalmente possa pedir Alice em casamento.
Enquanto isso, o verdadeiro Harold Cleveland (Minor Watson) está em uma posição estranha. O discurso tem feito maravilhas para a imagem dele e de sua empresa e até aumentou o preço das ações da empresa, mas ele não tem certeza dos motivos de seu impostor. Quando McKinley descobre a identidade Hodges e informa a Cleveland, ele decide lhe fazer uma visita.
Lucille chega lá primeiro, mas Hodges diz a ela que ele não vai se intrometer entre um homem e sua esposa, e que ele suspeita que ela ainda é apaixonada por seu marido. McKinley chega e pede desculpas à sua mulher; o casal feliz se beija e faz as pazes.
Quando Cleveland se encontra com Hodges, este lhe garanate que não tem intenções sinistras. Cleveland fica tão impressionado que ele oferece a Hodges um trabalho aconselhando-o sobre relações públicas, mas ele recusa.

## Elenco
- Monty Woolley como John R. Hodges
- Thelma Ritter como Della Hodges
- David Wayne como Joe Elliott
- Jean Peters como Alice Hodges
- Constance Bennett como Lucille McKinley
- Marilyn Monroe como Harriet
- Allyn Joslyn como George Hodges
- Albert Dekker como Louis McKinley
- Clinton Sundberg como Frank Erickson
- Minor Watson como Harold P. Cleveland
- Wally Brown como Horace Gallagher
- Russ Tamblyn como Willie McKinley, filho dos McKinley (creditado como Rusty Tamblyn)

## Recepção
Em sua crítica no Dennis Schwartz Movie Reviews, Dennis Schwartz avaliou com um "B-" dizendo que "vale a pena conferir se você quiser assistir Marilyn Monroe no começo [da carreira]."